# هادی بوصرصار
هادی بوصرصار (انگلیسی: Hedi Bousarsar؛ زادهٔ ۶ اوت ۱۹۶۱) بازیکن والیبال اهل تونس بود.